# Belgaum Cantonment
Belgaum Cantonment là một thị xã của huyện Belgaum thuộc bang Karnataka, Ấn Độ.

## Nhân khẩu
Theo điều tra dân số năm 2001 của Ấn Độ, Belgaum Cantonment có dân số 23.678 người. Phái nam chiếm 59% tổng số dân và phái nữ chiếm 41%. Belgaum Cantonment có tỷ lệ 79% biết đọc biết viết, cao hơn tỷ lệ trung bình toàn quốc là 59,5%: tỷ lệ cho phái nam là 84%, và tỷ lệ cho phái nữ là 71%. Tại Belgaum Cantonment, 10% dân số nhỏ hơn 6 tuổi.